# Resonatorgitaar

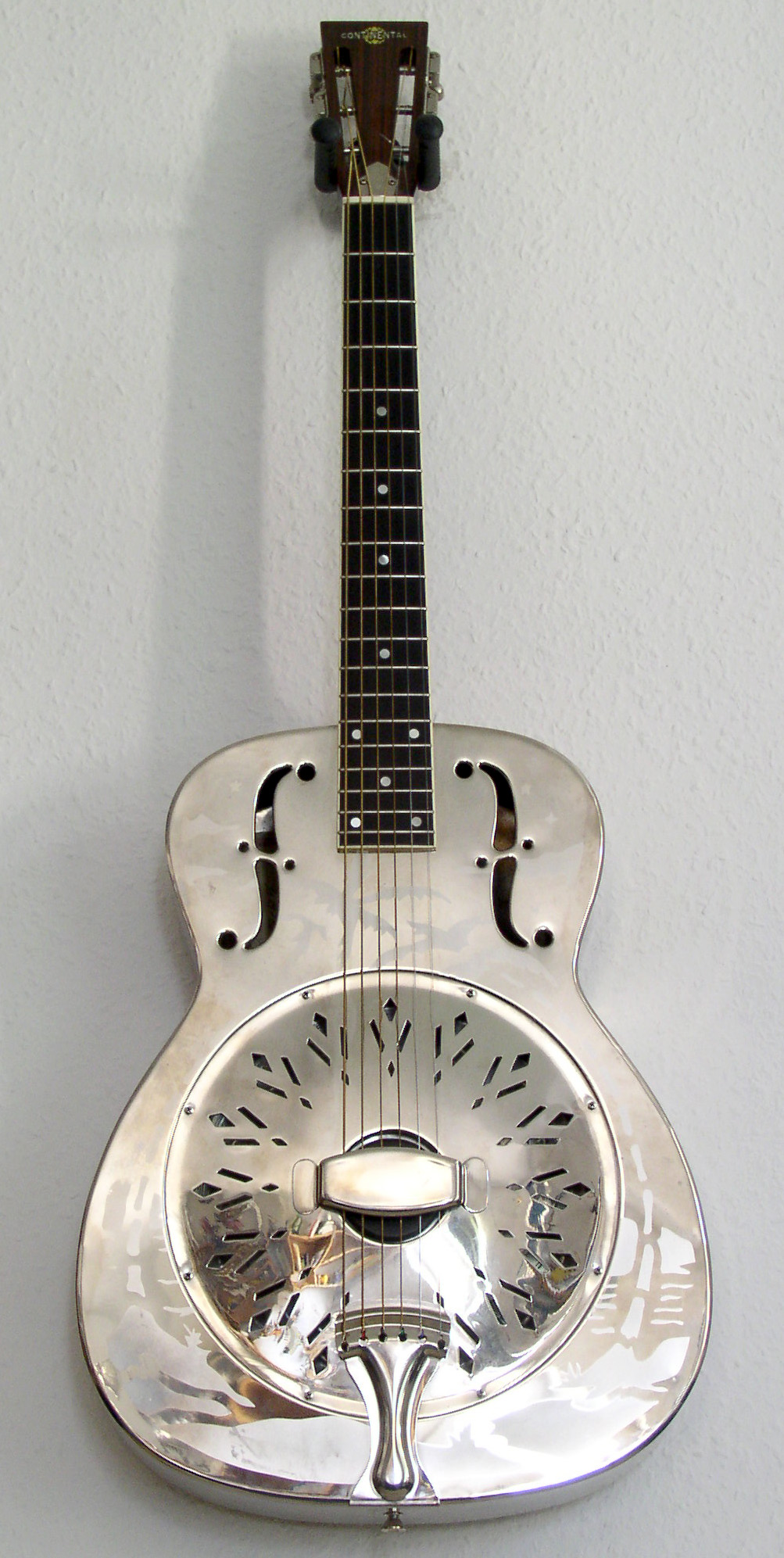
Een resonatorgitaar

Een resonatorgitaar is een door John Dopyera ontwikkelde akoestische gitaar waarbij het geluid versterkt wordt door een of meer metalen conussen, de zogenaamde resonatoren. Deze resonatoren zijn in een klankkast geplaatst. Door het gebruik van de resonatoren geeft de gitaar een harder geluid dan een vergelijkbaar model zonder resonator.
Veruit de bekendste bouwer van resonatorgitaren is Dobro. De naam Dobro is zo verweven met het fenomeen resonatorgitaar, dat het voor velen een algemene term voor resonatorgitaar geworden is. Een andere bekende specialist in het bouwen van resonator gitaren is National.